# Phil Ferns (Fußballspieler, 1937)
Philip „Phil“ Ferns (* 14. November 1937 in Liverpool; † 25. August 2007 in Bournemouth) war ein englischer Fußballspieler. Zumeist nur in der Reservemannschaft des FC Liverpool eingesetzt war er als Defensivspieler auf der linken Seite Teil des Teams, das 1964 die heimische Meisterschaft gewann.

## Sportlicher Werdegang
Ferns war ein robuster Abwehrspieler, der auf der linken Seite sowohl als Verteidiger als auch als Läufer eingesetzt werden konnte. Nachdem er in Liverpooler Jugend-Auswahlmannschaften gespielt hatte, schloss er sich dem FC Liverpool an. Dabei war er im September 1957 zunächst nur als Amateur engagiert worden, bevor er im März 1958 einen Profivertrag unterzeichnete. Eingesetzt wurde er nach seinem Debüt in dem Reserveteam in der Saison 1957/58 auch in der Folgezeit ausschließlich in der zweiten Mannschaft, bevor er erstmals in der Spielzeit 1962/63 Berücksichtigung im Profiteam von Bill Shankly fand. Er debütierte am 29. August 1962 beim 4:1 gegen Manchester City und insgesamt kam er in dem Jahr auf fünf Erstligapartien – dreimal als Vertretung von Tommy Leishman auf der linken Halbposition und zweimal für Ronnie Moran als Linksverteidiger. Als die „Reds“ 1964 ihre sechste englische Meisterschaft in der Vereinsgeschichte gewannen, war auch Ferns ausreichend daran beteiligt, um eine offizielle Medaille zu erhalten. Dabei vertrat er wechselweise Stammspieler wie Gerry Byrne, Ronnie Moran und Willie Stevenson. Danach wurde er nur vier weitere Male in der ersten Mannschaft berücksichtigt und im August 1965 wechselte er zum Drittligisten Bournemouth & Boscombe Athletic. Hier kam er wie auch später beim Ligakonkurrenten Mansfield Town, für den er ab August 1966 zwei Jahre lang agierte, regelmäßiger zum Zug und absolvierte zusammen insgesamt 102 Meisterschaftspartien. Später ließ er bei Vereinen wie dem Rhyl FC und Poole Town auf Amateurbasis seine aktive Laufbahn ausklingen.
Sein 1961 in Liverpool geborener gleichnamiger Sohn wurde später ebenfalls Profifußballer und spielte wie sein Vater in Bournemouth.

## Titel/Auszeichnungen
- Englische Meisterschaft (1): 1964